# Brüser Berg

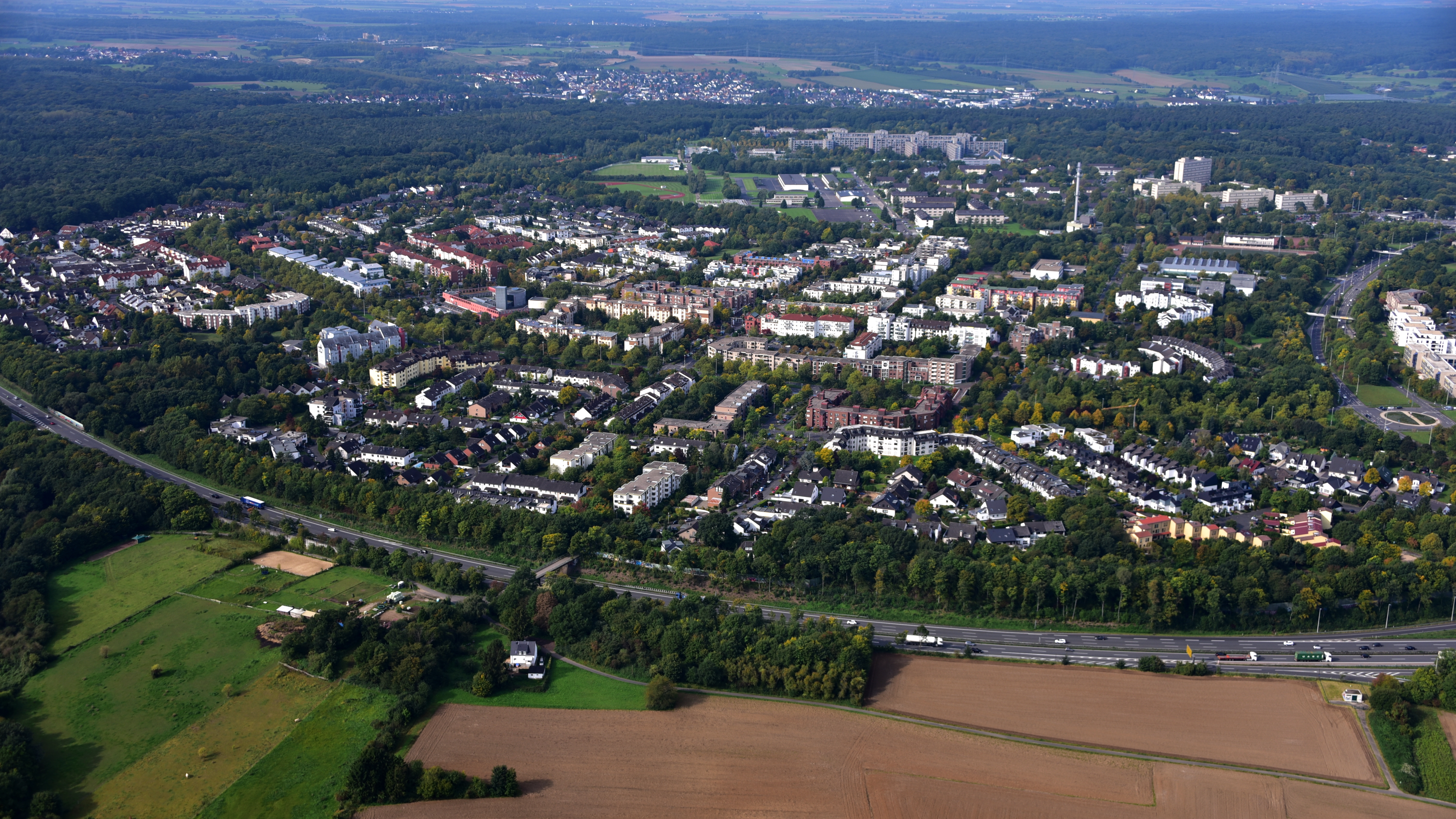
Hardtberg, Brüser Berg, Luftaufnahme (2017)

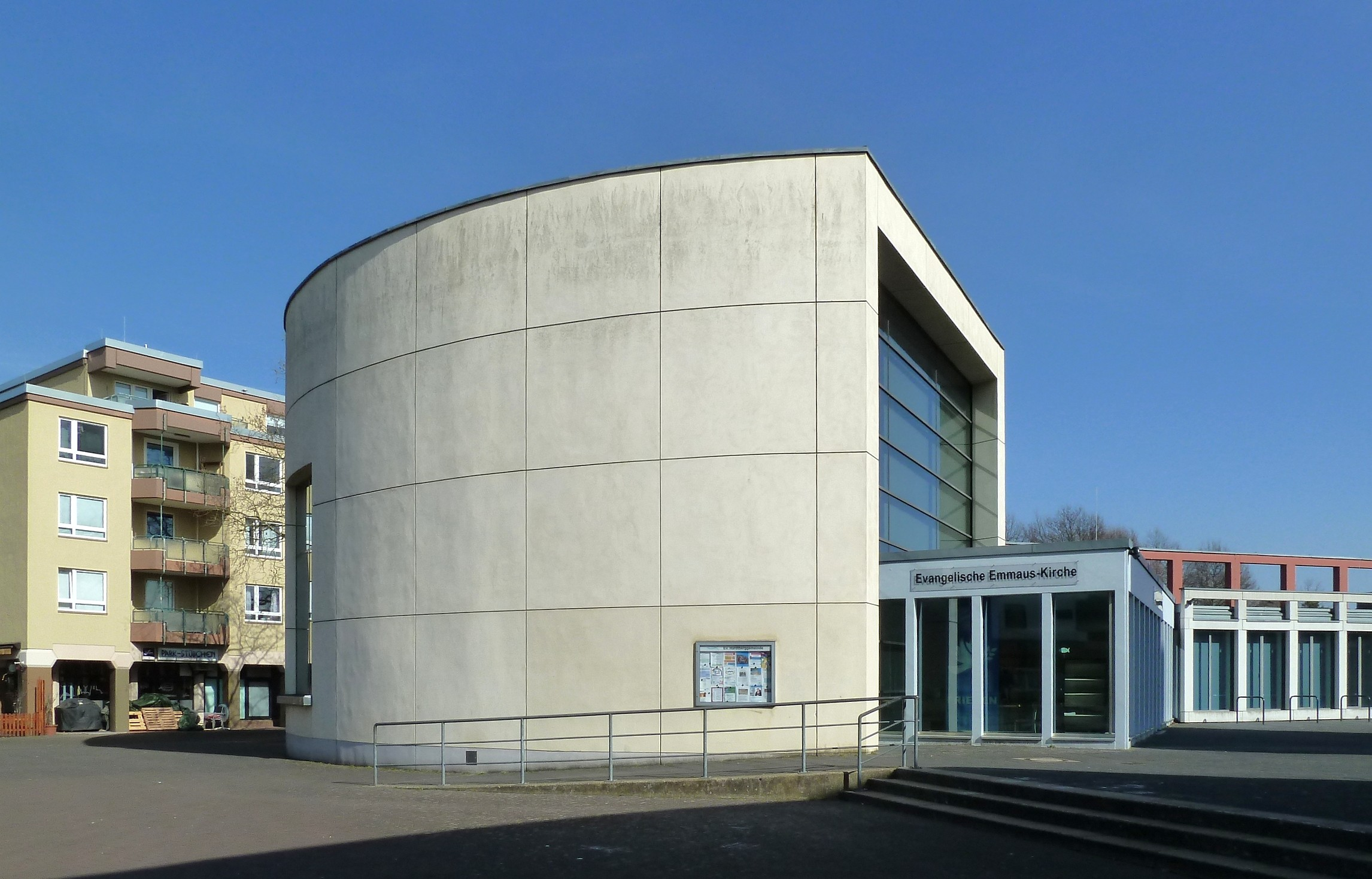
Evangelische Emmaus-Kirche

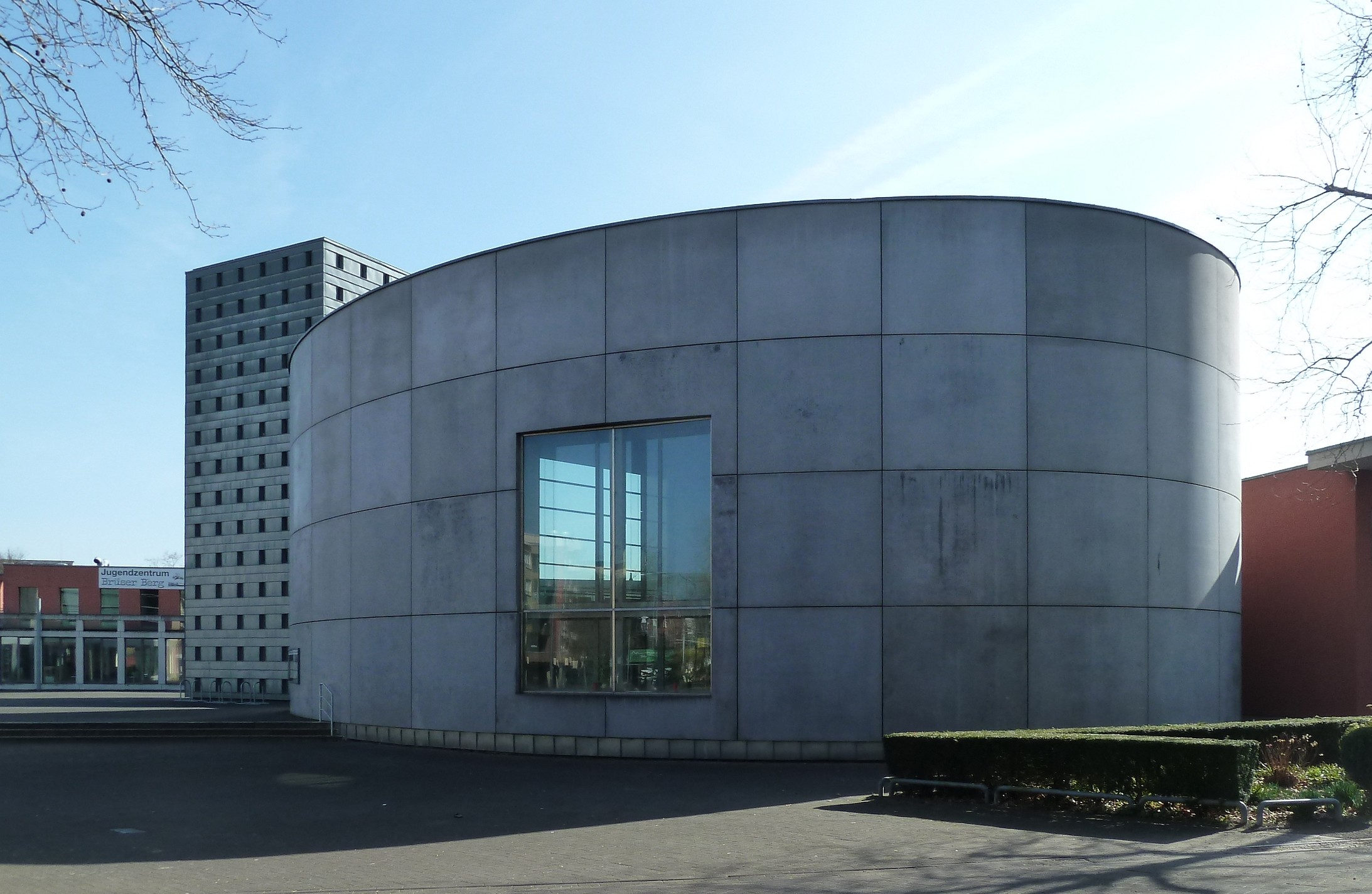
Katholische Kirche Edith Stein

Der Brüser Berg ist ein zum Stadtbezirk Hardtberg gehörender Ortsteil der Bundesstadt Bonn mit rund 8.000 Einwohnern. 

## Geschichte
Der Ortsteil entstand ab 1974, wobei bei der städtebaulichen Gestaltung besonderer Wert auf das menschliche Miteinander gelegt wurde. So gibt es neben einer Fußgängerzone zahlreiche Fußgängerbereiche, in die auch Spielplätze integriert sind. Der gesamte Stadtteil lässt sich von Fußgängern nahezu autofrei begehen. Durch die Nähe zu den Bundesministerien und -behörden in Bonn und dessen Stadtbezirk Hardtberg, insbesondere dem Bundesministerium der Verteidigung auf der Hardthöhe, war zumindest ursprünglich der Anteil von Bundesbediensteten unter den Einwohnern auf dem Brüser Berg hoch. Im Zentrum des Stadtteils überwiegt der Geschosswohnungsbau, während der Rand von Einfamilien- und Reihenhäusern geprägt ist.
Von 1987 bis 1993 entstand im Anschluss an einen Architektenwettbewerb das neue Stadtteilzentrum Brüser Berg. Zu dem Komplex gehören neben einem evangelischen und katholischen Gemeindezentrum mit der Emmaus-Kirche und  St. Edith Stein ein Kindergarten, ein Jugendzentrum und eine Bücherei. Der quadratische Innenhof der Anlage wird von eingeschossigen Fassaden umrahmt. Außerdem befindet sich im Ortsteil die evangelisch-lutherische Holzkirche St. Markus, die zur SELK gehört.

## Infrastruktur
Eine Fußgängerzone mit zahlreichen Einzelhandelsgeschäften bietet umfassende Einkaufsmöglichkeiten. Der Stadtteil verfügt über mehrere Schulen, so z. B. die offene Ganztagsschule Gemeinschaftsgrundschule Brüser Berg, die Gemeinschaftshauptschule und Europaschule August Macke Schule, die Realschule Hardtberg und das Hardtberg-Gymnasium Bonn (HBG). 
Auf dem Brüser Berg befindet sich die Hardtberghalle, die bis Frühjahr 2008 Spielstätte der Telekom Baskets Bonn war. Seit Sommer 2008 ist der vereinseigene Telekom Dome unterhalb des Brüser Bergs Heimstatt der Telekom Baskets Bonn.
Auf dem Brüser Berg hat auch der Goethe & Hafis Verlag seinen Sitz.

### Verkehr
Der Stadtteil ist über zwei Buslinien der SWB mit jeweils einer Taktzeit von 20 Minuten und 20 bis 30 Minuten Fahrtzeit an die Bonner Innenstadt angebunden. Die Linien 608 und 609 werden außer sonntags mit Gelenkbussen betrieben. Seit August 2009 verkehrt während der Hauptverkehrszeiten außerhalb der Schulferien zusätzlich eine Schnellbuslinie im 20-Minuten-Takt. Die Stadtbahnlinie Westbahn zum Bonner Hauptbahnhof befindet sich in Planung.
Der Stadtteil wird von einem Straßenring (Brüser Damm, Pascalstraße) umgeben, der in den Konrad-Adenauer-Damm mündet, der die Anbindung an die östlich verlaufende Bundesautobahn 565 mit der Anschlussstelle Bonn-Hardtberg ermöglicht.

### Persönlichkeiten
Der Rapper Xatar ist im Stadtteil Brüser Berg groß geworden.